# Тапіранга бразильська
Тапіра́нга бразильська (Ramphocelus bresilia) — вид горобцеподібних птахів родини саякових (Thraupidae). Мешкає в Бразилії і Аргентині.

## Опис

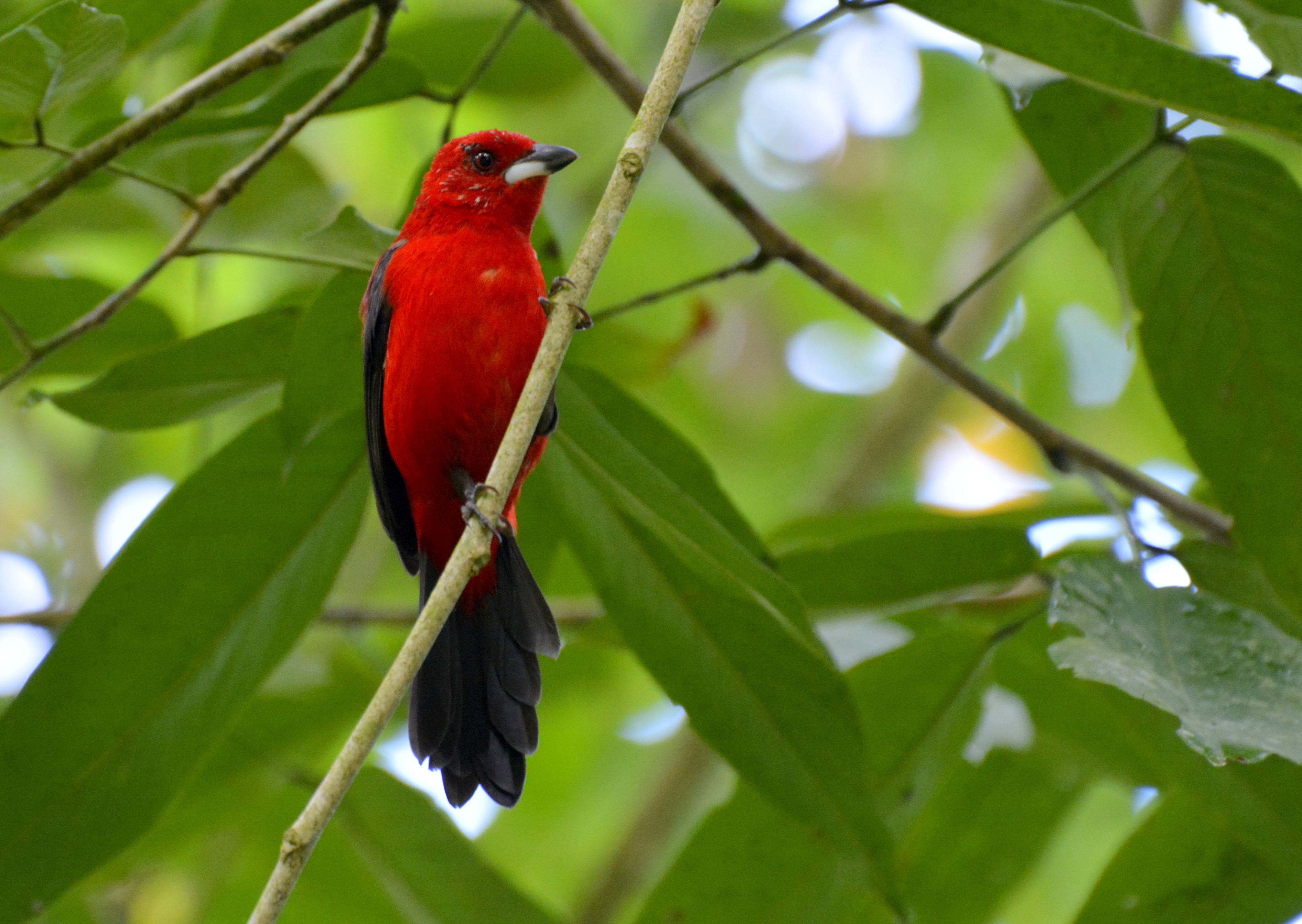
Самець бразильської тапіранги

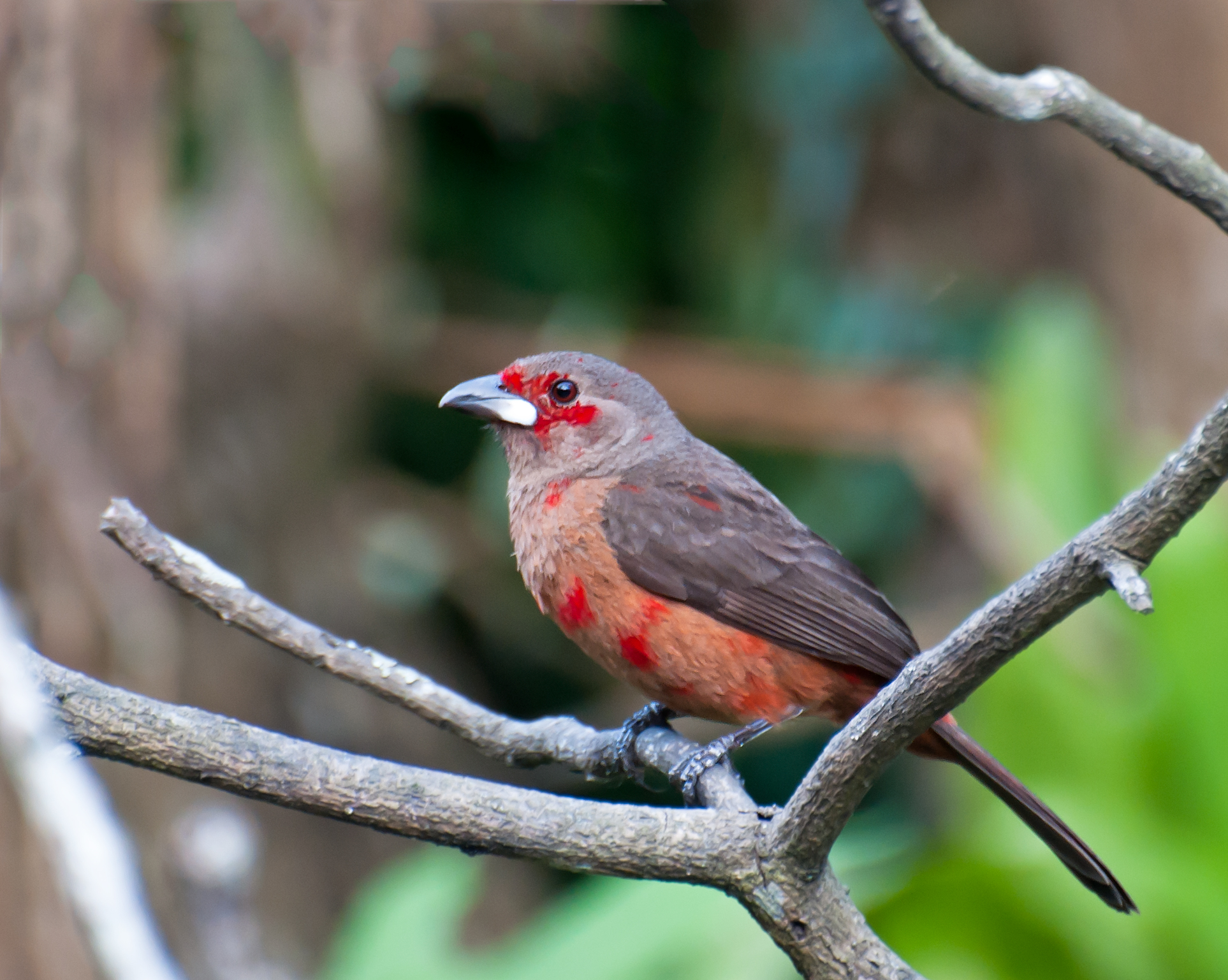
Молодий самець бразильської тапіранги

Довжина птаха становить 18-19 см, вага 28-35,5 г. Самці мають переважно яскраво-червоне забарвлення, пера на голові, шиї і горлі короткі, густі. Спина більш темна, ніж решта тіла, центральна частина спини іноді чорнувата, крила і хвіст чорні, другоряжні покривні пера крил мають малопомітні червоні кінчики. Райдужки червонувато-карі, дзьоб чорнуватий, знизу біля основи блискучо-білий, лапи тьмяно-коричневі або темно-сірі.
Самиці мають переважно непримітне, сірувато-коричневе забарвлення, передня частина тімені і надхвістя мають червонуватий відтінок. Горло сірувато-коричневе, решта нижньої частини тіла тьмяно-рудувато-коричневі. Дзьоб буруватий. Забарвлення молодих птахів є подібне до забарвлення самиць. У молодих самців дзьоб чорний. Вони набувають дорослого забарвлення у віці 2 років.

## Підвиди
Виділяють два підвиди:
- R. b. bresilia (Linnaeus, 1766) — північно-східне узбережжя Бразилії (від Параїби до Баїї);
- R. b. dorsalis Sclater, PL, 1855 — південно-східне узбережжя Бразилії (від Мінас-Жерайса і Еспіріту-Санту до Санта-Катарини), локально на північному сході Аргентини (Місьйонес).

## Поширення і екологія
Бразильські тапіранги живуть у вологих рівнинних атлантичних лісах, на узліссях, у вологих і сухих чагарникових заростях, зокрема в прибережних заростях рестінги, в парках і садах. Зустрічаються на висоті до 400 м над рівнем моря, місцями на висоті до 800 м над рівнем моря. Живляться переважно плодами, а також комахами.
Бразильські тапіранги набувають статевої зрілості у віці 12 місяців, гніздяться навесні і влітку. Гніздо чашоподібне, розміщується серед листя дерев. В кладці 2-3 синьо-зелених, поцяткованих чорними плямками. Інкубаційний період триває 13 днів, пташенята покидають гніздо через 35 днів після вилуплення.